# Крисмен (Колорадо)
Крисмен (англ. Crisman) — переписна місцевість (CDP) в США, в окрузі Боулдер штату Колорадо. Населення — 179 осіб (2020).

## Географія
Крисмен розташований за координатами 40°2′38″ пн. ш. 105°22′21″ зх. д. / 40.04389° пн. ш. 105.37250° зх. д. (40.043916, -105.372364).  За даними Бюро перепису населення США в 2010 році переписна місцевість мала площу 3,78 км², з яких 3,78 км² — суходіл та 0,00 км² — водойми.

## Демографія
Згідно з переписом 2010 року, у переписній місцевості мешкало 186 осіб у 93 домогосподарствах у складі 47 родин. Густота населення становила 49 осіб/км².  Було 108 помешкань (29/км²).
Расовий склад населення:
| - 97,8 % — білих - 1,1 % — азіатів - 0,5 % — корінних американців |

До двох чи більше рас належало 0,5 %. Частка іспаномовних становила 4,3 % від усіх жителів.
За віковим діапазоном населення розподілялося таким чином: 15,1 % — особи молодші 18 років, 72,5 % — особи у віці 18—64 років, 12,4 % — особи у віці 65 років та старші. Медіана віку мешканця становила 45,7 року. На 100 осіб жіночої статі у переписній місцевості припадало 109,0 чоловіків;  на 100 жінок у віці від 18 років та старших — 107,9 чоловіків також старших 18 років.
Середній дохід на одне домашнє господарство  становив 208 677 доларів США (медіана — 244 083), а середній дохід на одну сім'ю — 167 320 доларів (медіана — 156 328). 
Цивільне працевлаштоване населення становило 143 особи. Основні галузі зайнятості: науковці, спеціалісти, менеджери — 32,2 %, мистецтво, розваги та відпочинок — 25,9 %, виробництво — 20,3 %.